# Даниловці
Дани́ловці (рос. Даниловцы) — присілок в Якшур-Бодьїнському районі Удмуртії, Росія.
Населення — 51 особа (2010; 65 в 2002).
Національний склад (2002):
- удмурти — 77 %